# Epinephelus radiatus
Epinephelus radiatus es una especie de peces de la familia Serranidae en el orden de los Perciformes.

## Morfología
Los machos pueden llegar alcanzar los 70 cm de longitud total.

## Distribución geográfica
Se encuentra desde el mar Rojo hasta Japón y Papúa Nueva Guinea.